# Collegio uninominale Lombardia - 13
Il collegio elettorale uninominale Lombardia - 13 è stato un collegio elettorale uninominale della Repubblica Italiana per l'elezione del Senato tra il 2017 ed il 2022.

## Territorio
Come previsto dalla legge elettorale italiana del 2017, il collegio era stato definito tramite decreto legislativo all'interno della circoscrizione Lombardia.
Era formato dal territorio di 94 comuni: Antegnate, Arcene, Arzago d'Adda, Azzano Mella, Bagnatica, Bagnolo Mella, Barbariga, Barbata, Bariano, Bassano Bresciano, Bolgare, Boltiere, Bonate Sopra, Bonate Sotto, Borgo San Giacomo, Bottanuco, Brandico, Brembate, Brignano Gera d'Adda, Brusaporto, Calcinate, Calcio, Calvenzano, Canonica d'Adda, Capriano del Colle, Capriate San Gervasio, Caravaggio, Carobbio degli Angeli, Casirate d'Adda, Castel Rozzone, Cavernago, Chiuduno, Cigole, Ciserano, Cividate al Piano, Cologno al Serio, Comun Nuovo, Cortenuova, Corzano, Costa di Mezzate, Covo, Dello, Fara Gera d'Adda, Fara Olivana con Sola, Filago, Fontanella, Fornovo San Giovanni, Ghisalba, Gorlago, Grassobbio, Isso, Leno, Levate, Longhena, Lurano, Madone, Mairano, Manerbio, Martinengo, Misano di Gera d'Adda, Montirone, Morengo, Mornico al Serio, Mozzanica, Offlaga, Orio al Serio, Orzinuovi, Orzivecchi, Osio Sopra, Osio Sotto, Pagazzano, Palosco, Pavone del Mella, Pognano, Pompiano, Poncarale, Pontirolo Nuovo, Pumenengo, Roccafranca, Romano di Lombardia, Rudiano, San Gervasio Bresciano, San Paolo, Spirano, Telgate, Torre Pallavicina, Treviglio, Urago d'Oglio, Urgnano, Verdellino, Verdello, Verolanuova, Villachiara, Zanica.
Il collegio era parte del collegio plurinominale Lombardia - 02.

## Eletti
| Elezione | Elezione | Senatore         | Partito |
| -------- | -------- | ---------------- | ------- |
|          | 2018     | Simona Pergreffi | Lega    |

## Dati elettorali

### XVIII legislatura
Come previsto dalla legge elettorale, 116 senatori erano eletti con sistema a maggioranza relativa in altrettanti collegi uninominali a turno unico.
| Candidati              | Candidati                  | Voti    | %     | Liste                    | Voti    | %     |
| ---------------------- | -------------------------- | ------- | ----- | ------------------------ | ------- | ----- |
|                        | Simona Pergreffi ✔️ Eletto | 149 776 | 55,88 | Lega                     | 98 871  | 36,89 |
| Forza Italia           | Simona Pergreffi ✔️ Eletto | 149 776 | 55,88 | 37 559                   | 14,01   |       |
| Fratelli d'Italia      | Simona Pergreffi ✔️ Eletto | 149 776 | 55,88 | 11 133                   | 4,15    |       |
| Noi con l'Italia - UDC | Simona Pergreffi ✔️ Eletto | 149 776 | 55,88 | 2 213                    | 0,83    |       |
|                        | Giuseppe Guerini           | 54 192  | 20,22 | Partito Democratico      | 47 922  | 17,88 |
| +Europa                | Giuseppe Guerini           | 54 192  | 20,22 | 4 543                    | 1,70    |       |
| Civica Popolare        | Giuseppe Guerini           | 54 192  | 20,22 | 868                      | 0,32    |       |
| Italia Europa Insieme  | Giuseppe Guerini           | 54 192  | 20,22 | 859                      | 0,32    |       |
|                        | Maurina Raimondi           | 49 892  | 18,62 | Movimento 5 Stelle       | 49 892  | 18,62 |
|                        | Matteo De Capitani         | 5 273   | 1,97  | Liberi e Uguali          | 5 273   | 1,97  |
|                        | Giovanna Sorti             | 2 864   | 1,07  | CasaPound                | 2 864   | 1,07  |
|                        | Nadia Pedretti             | 1 973   | 0,74  | Italia agli Italiani     | 1 973   | 0,74  |
|                        | Alida Morlotti Vallì       | 1 915   | 0,71  | Potere al Popolo!        | 1 915   | 0,71  |
|                        | Marcello Protto            | 1 896   | 0,71  | Il Popolo della Famiglia | 1 896   | 0,71  |
|                        | Maria Pia Di Prima         | 239     | 0,09  | PRI - ALA                | 239     | 0,09  |
| Totale                 | Totale                     | 268 020 | 100   |                          | 268 020 | 100   |
|                        |                            |         |       |                          |         |       |
| Voti non validi        | Voti non validi            | 8 137   | 2,95  |                          |         |       |
| Votanti                | Votanti                    | 276 157 | 80,20 |                          |         |       |
| Elettori               | Elettori                   | 344 323 |       |                          |         |       |